# CPython
CPython је подразумевана, најраспрострањенија имплементација програмског језика Пајтон. Написана је у језику C.
CPython је интерпретатор изворног кода. Садржи интерфејс стране функције са неколико језика укључујући C, у коме особа мора експлицитно писати бајндинг у програмском језику који није Пајтон.
CPython је једна од неколико „производња-квалитет” имплементација Пајтона укључујући: Jython, написан у Јави за JVM, PyPy, написана у RPython и преведена у C, и IronPython, која је написана у C# за Општу језичку инфраструктуру. Постоје и неколико експерименталних имплементација.

## Проблеми сагласности
Једна од већих лоших страна коришћења CPython-а је присуство глобалног катанца интерпретатора на сваком CPython процесу интерпретатора, што ефективно онемогућава сагласност Пајтонових поглавља у оквиру једног процеса. Да би била потпуно сагласна у окружењу мултитаскинга, одвојена CPython интерпретаторска процеса су потребна да се покрену, што чини комуникацију између њих тежим послом, али модул мултипроцесинга ублажава ово донекле. Било је доста дискусије о томе да ли треба обрисати GIL из CPython-а, чак и након одбацивања „отвореног поглавља” закрпе на CPython-у из Грег Стејн што је ефективно заменило GIL са ситнозрним закључавањем. Одбацивање је углавном било базирано на општој закрпи која је наносила покретање једног кода процеса.

## Подржане платформе
Подржане платформе укључују:
Unix-типа
- AIX operating system
- BSD
- Darwin
- FreeBSD
- HP-UX
- IRIX 5 и касније (неподржане у 3.x)[6]
- Plan 9 from Bell Labs
- Mac OS X
- NetBSD
- Linux
- OpenBSD
- Solaris
- Tru64

Посебне и уграђене
- GP2X
- iPodLinux
- Nintendo DS
- Nintendo Gamecube
- Symbian OS Series60
- Nokia 770 Internet Tablet
- Nokia N800
- Nokia N810
- Nokia N900
- Palm OS
- PlayStation 2
- PlayStation 3 (FreeBSD)
- Psion
- QNX
- Sharp Zaurus
- Xbox/XBMC
- VxWorks
- Openmoko
- Apple iOS
- Android
- BlackBerry 10

Остали
- AROS
- VMS
- OS/2 (неподржано у 3.3)
- OS/390
- RISC OS (неподржано у 3.x)
- Windows XP и касније
- Windows 2000 (неподржано у 3.3)
- z/OS

### Претходно подржане платформе
ПЕП 11 садржи листу платформи које нису подржане у CPython-у од Софтверске Фондације Пајтона. Ове платформе могу и даље бити подржане са спољним портовима. Погледајте испод.
- AtheOS (неподржано од 2.6)
- BeOS (неподржано од 2.6)
- DOS (неподржано од 2.0)
- IRIX 4 (неподржано од 2.3)
- Mac OS 9 (неподржано од 2.4)
- MINIX (неподржано од 2.3)
- Windows 3.x (неподржано од 2.0)
- Windows 9x (неподржано од 2.6)
- Windows NT4 (неподржано од 2.6)

### Спољни портови
Ово су портови који нису интегрисани у званичној верзији CPython-а од Софтверске Фондације Пајтона, са линковима до његовог главног сајта развоја. Портови обично укључују додатне модуле за функционалности платформи, као што су графика и звук АПИ за ПСП и СМС и АПИ камере за С60.
- Amiga: AmigaPython
- AS/400: iSeriesPython Архивирано на веб-сајту  (15. мај 2008)
- DOS коришћењем DJGPP: PythonD
- PlayStation Portable: Пајтон за ПСП
- Симбијан ОС: Пајтон за С60
- Windows CE/Pocket PC: Пајтон Windows CE порт

## Историја верзија
| Верзија | Датум објаве | Подржано до |
| ------- | ------------ | ----------- |
| 2.2     | 2001-12-21   | 2003-05-30  |
| 2.3     | 2003-07-29   | 2008-03-11  |
| 2.4     | 2004-11-30   | 2008-12-19  |
| 2.5     | 2006-09-19   | 2011-05-26  |
| 2.6     | 2008-10-01   | 2013-10-29  |
| 2.7     | 2010-07-03   | 2020-01-01  |
| 3.0     | 2008-12-03   | 2009-06-27  |
| 3.1     | 2009-06-27   | 2014-04-09  |
| 3.2     | 2011-02-20   | 2016-02-27  |
| 3.3     | 2012-09-29   | 2017-09-29  |
| 3.4     | 2014-03-16   | 2019-03-16  |
| 3.5     | 2015-09-13   | 2020-09-13  |
| 3.6     | 2016-12-23   | 2021-12-23  |
| 3.7     | 2018-06-27   | 2023-06-27  |
| 3.8     | 2019-10-20   | 2024-10     |